# پرواز ۷۹۷ ایر کانادا
در ۲ ژوئن ۱۹۸۳ پرواز ۷۹۷ شرکت هواپیمایی ایر کانادا در مسیر پروازی دالاس/فورت وورث-تورنتو-مونترال در مسیر هوایی دچار دود گرفتگی در هواپیما، به علت جرقه‌های سیم‌کشی دستشویی هواپیما که در نهایت به گسترش آتش از طریق کابل‌های برقی به کابین خلبان شد. هواپیما مجبور به فرود اضطراری می‌شود بعد از نشستن هواپیما، درها باز شده تا مسافران نجات پیدا کنند حرارت از آتش به همراه اکسیژن تازه از درهای خروجی خارج شده که باعث ایجاد (شرایط تخلیه الکتریکی غیر عادی)، در فضای داخلی هواپیما شده، که به سرعت به طور کامل هواپیما در آتش سوخته شده، و به قتل ۲۳ مسافر منجر شده، که هنوز به عت دودگرفتگی و نبود دید و خفگی در هواپیما باقی مانده بودند.

## مقررات جدید
در نتیجه این آتش‌سوزی، مقررات زیادی در سراسر دنیا به اجرا درآمد برای ساخت هواپیما امن‌تر، از جمله نصب و راه‌اندازی آشکارسازهای دودی، و روشنایی اضطراری برای خروج راحت مسافران حتی در مه و دود شدید از درب‌ها، و آموزش خدمه هواپیما در این شرایط شد.